# Truplo ob progi
Truplo ob progi je drugi kriminalni roman zbirke Umori, slovenskega avtorja, režiserja in scenarista Toneta Freliha. Knjiga je izšla leta 2011 v Ljubljani pri založbi Studio print. Vse osebe in dogodki so v kriminalni zgodbi izmišljeni. 

## Vsebina
V romanu Truplo ob progi je glavni junak Cene Dornik, katerega bi lahko označili za počasnega kriminalističnega inšpektorja, ki je blizu petdesetim in je tik pred pokojem. Med njegovo ekipo spada tudi kriminalist Boštjan, tajnica Mici in kasneje pridružena absolventka psihologije Jelka. Dogajanje se pred očmi bralca postopoma razpleta, v kar so vključene satirične pripombe in misli glavnega junaka Ceneta Dornika.
V ponedeljek tri minute pred sedmo, je Ceneta Dornika razbudil klic o ponesrečencu ob železniški progi, kar se je kasneje po preiskavi na kamnitem nasipu izkazalo za mlajšega mrtvega moškega. Zaradi močno izmaličenega in modrikastega obraza, je bilo nemogoče določiti njegovo podobo. Po objavi slike v časopisu, se kmalu oglasijo poznavatelji umrlega. Na kar ugotovijo, da truplo pripada vzornemu zaporniku na Dobu, Anteju Zariću. Imel je prvi prosti izhod za vikend, ki se je nesrečno končal. Najbolj realistično zgodbo naredijo znani kraji po Sloveniji, kjer se določeni dogodki raziskovanja dogajajo. Raziskava se pa le ne odvija po načrtih glavnega inšpektorja Ceneta Dornika.

## Zbirka
Truplo ob progi je druga knjiga zbirke Umori (leto izdaje 2011). Prva knjiga z naslovom Usodna laž, je izšla leto prej, leta 2010.